# Cornwell
Cornwell – wieś w Anglii, w hrabstwie Oxfordshire, w dystrykcie West Oxfordshire. Leży 32 km na północny zachód od Oksfordu i 113 km na północny zachód od Londynu. W 2001 miejscowość liczyła 66 mieszkańców.